# Amáta
Amata je ženské křestní jméno latinského původu. Vykládá se jako „milá, milovaná“. Jeho českou obdobou je jméno Milena nebo Miluše.
Podle maďarského kalendáře má svátek 5. ledna.

## Amáta v jiných jazycích
- Slovensky, maďarsky: Amáta
- Německy, španělsky, rusky, italsky, anglicky: Amata
- Francouzsky: Aimée

## Známé nositelky jména
- Amata – choť laurentského krále Latina